# Cantó de Champagne-en-Valromey
El cantó de Champagne-en-Valromey era una divisió administrativa francesa del departament de l'Ain. Comptava amb 14 municipis i el cap era Champagne-en-Valromey. Va desaparèixer el 2015.

## Municipis
- Artemare
- Belmont-Luthézieu
- Béon
- Brénaz
- Champagne-en-Valromey
- Chavornay
- Lochieu
- Lompnieu
- Ruffieu
- Songieu
- Sutrieu
- Talissieu
- Vieu
- Virieu-le-Petit

## Història
| Data d'elecció                           | Identitat              | Partit                         | Qualitat |
| ---------------------------------------- | ---------------------- | ------------------------------ | -------- |
| 1945-1951                                | Anthelme Devoisin      | SFIO                           |          |
| 1951-1964                                | Joseph Besia           | MRP                            |          |
| 1964-1976                                | M. Vollerin            | radical, després Divers droite |          |
| 1976-1982                                | M. Bailly              | PS                             |          |
| 1982-1988                                | Jean Frangin           | UDF-PR                         |          |
| 1988-2008                                | Helmut Schwenzer       | Divers droite, després UMP     |          |
| 2008-2015                                | Jean-Baptiste Zambelli | Divers gauche                  |          |
| les dades anteriors no són pas conegudes |                        |                                |          |
|                                          |                        |                                |          |

## Demografia
| A partir de 1990: Població sense dobles comptes |